# مارتین فورد (نوازنده)
مارتین فورد (به انگلیسی: Martyn Ford) (۲۸ آوریل ۱۹۴۴ میلادی) نوازنده‌ای انگلیسی است که بیشتر برای کنسرت‌های سبک راک خود در دهه‌های ۱۹۷۰ و ۱۹۸۰ شناخته شده‌است.
فورد در راگبی، واریک‌شایر انگلستان به دنیا آمد و در ابتدا به‌طور کلاسیک آموزش دیده بود. مارتین فورد در آکادمی سلطنتی موسیقی، هورن فرانسوی تحصیل کرده‌است. فورد به عنوان تنظیم کننده و رهبر ارکستر برای کاروان، بارکلی جیمز هاروست، برایان فری، جینجر بیکر، جانی نش، ارتش سه مرد، ژاپن و التون جان و همچنین برای موسیقی متن فیلم تامی کار کرده‌است.